# David Zuluaga
Gabriel David Zuluaga Reyes (Lima, 18 de marzo de 1956) es un exfutbolista y entrenador peruano que jugaba de mediocampista. Se inició en el Danubio FC. y en el Sport Dinámico en su barrio de Chacaritas en el Callao.
Es padre del también futbolista Arnold Zuluaga.

## Trayectoria
Nacido en el Callao, Zuluaga jugó desde los 10 años en el club Danubio y Sport Dinámico, equipos de su ciudad natal. A los 16 años ingresó a las juveniles del Universitario de Deportes donde debutó en 1976, posteriormente defendió los colores del León de Huánuco en 1981, compartiendo equipo con sus excompañeros en la crema, Fernando Cuéllar, César Adriazola y Freddy Ternero. Luego en 1982, fue parte del elenco de FBC Melgar, que se preparaba para disputar la Copa Libertadores de América. En 1984 ficha por el Sport Boys, club donde salió campeón nacional al año siguiente de la mano del entonces técnico, Marcos Calderón, dejó el equipo a fines de 1985, debido a que tenía una considerable propuesta.
En 1986 arribó a Sporting Cristal y aunque su contrato fue por tres años, optó por marcharse por problemas en el equipo en 1987 y así regresar al equipo donde es hincha, Sport Boys. Antes de terminar su carrera, integró el plantel de Juventud La Palma.
Luego de su retiro entrenó algunos equipos semi y profesionales.

## Selección nacional
Integró la selección juvenil que disputó el Campeonato Sudamericano Sub-20 de 1975. Con la selección peruana de mayores fue internacional en 6 oportunidades entre 1976 y 1979.

## Clubes

### Como futbolista
| Club              | País | Año         |
| ----------------- | ---- | ----------- |
| Universitario     | Perú | 1974 - 1980 |
| León de Huánuco   | Perú | 1981        |
| FBC Melgar        | Perú | 1982        |
| Sport Boys        | Perú | 1983 - 1985 |
| Sporting Cristal  | Perú | 1986 - 1987 |
| Sport Boys        | Perú | 1988        |
| Juventud La Palma | Perú | 1989        |

### Como entrenador
| Club           | País | Año  |
| -------------- | ---- | ---- |
| Deportivo Sima | Perú | 2006 |
| Sport Boys     | Perú | 2014 |

## Palmarés

### Campeonatos nacionales
| Título           | Club          | País | Año  |
| ---------------- | ------------- | ---- | ---- |
| Primera División | Universitario | Perú | 1974 |
| Primera División | Sport Boys    | Perú | 1984 |

### Torneos zonales
| Título               | Club             | País | Año  |
| -------------------- | ---------------- | ---- | ---- |
| Torneo Metropolitano | Sporting Cristal | Perú | 1986 |